# Rajtaütők
A Rajtaütők (eredeti cím: Command Performance) 2009-ben bemutatott amerikai akcióthriller, melynek rendezője, írója és főszereplője Dolph Lundgren.
A forgatás 2008 augusztus és szeptember között zajlott Szófiában és Moszkvában.

## Cselekmény
Joe zenész, az ő bandája az előzenekar egy Venus nevű amerikai popsztár fellépése előtt, a koncerten az orosz elnök lányai is részt vesznek. Fegyveres csapat tör be a stadionba, vérfürdővé változtatva azt: végeznek az orosz titkosszolgálat embereivel és rengeteg civillel is. Venust és az elnök két lányát túszul ejtik a terroristák, a váltságdíj egymilliárd angol font. 
Joe összefog egy életben maradt ügynökkel, és elkezdik sorban levadászni a gengsztereket.

## Szereplők
| Szerep              | Színész                   | Magyar hang     |
| ------------------- | ------------------------- | --------------- |
| Joe                 | Dolph Lundgren            | Jakab Csaba     |
| Angie / Venus       | Melissa Smith             | Gáspár Kata     |
| Petrov elnök        | Hristo Shopov             | Epres Attila    |
| Oleg Kazov          | Dave Legeno               | Huszár Zsolt    |
| Bradley nagykövet   | Clement von Franckenstein | Forgács Gábor   |
| Vladimir            | James Chalke              | Zöld Csaba      |
| Mikhail Kapista     | Zahary Baharov            | Anger Zsolt     |
| Leonid Gordov       | Ivaylo Geraskov           | Tarján Péter    |
| Ali Connor          | Shelly Varod              | Bánfalvi Eszter |
| Pavlikova őrnagy    | Katarzyna Wolejnio        | Kiss Eszter     |
| Voroshilov tábornok | Harry Anichkin            | Csuha Lajos     |
| Enzo                | Atanas Srebrev            | Széles László   |